# Zdeňka Dubská
Zdeňka Dubská (* 20. ledna 1942) byla česká a československá politička a bezpartijní poslankyně Sněmovny národů Federálního shromáždění za normalizace.

## Biografie
K roku 1971 se profesně uvádí jako zootechnička. Ve volbách roku 1971 zasedla do české části Sněmovny národů (obvod č. 60 - Znojmo, Jihomoravský kraj). Ve FS setrvala do konce funkčního období, tedy do voleb roku 1976.